# Abbas Eqbal Ashtiani
Abbas Eqbal Ashtiani (persiska: عباس اقبال آشتیانی), titulerad Allāmeh ("den vittre"), född 1896/1897 (1275 enligt iransk solkalender) i Ashtian, Iran, död den 10 februari 1956 i Rom, Italien, var en iransk litteraturvetare, historiker och chefredaktör.

## Karriär
Eqbal Ashtiani föddes i en fattig familj och arbetade som snickare fram till fjorton års ålder då han fick möjlighet att gå i grundskola. Han hade då fått allmänutbildning och lärt sig att läsa och skriva av sin mor. 1909 flyttade familjen till Teheran där han fortsatte sina studier vid högskolan Dar ol-Fonun. Han fick arbete som bibliotekarie och lärare i persiska vid Dar ol-Fonun. Han tog även tjänst som lärare i litteratur, geografi och historia vid Irans första lärarhögskola (Dār ol-Mo'allemin-e 'Āli). Till hans studenter hörde Mojtaba Minovi och Fakhr od-din Shadman. Eqbal Ashtiani gjorde sig ett namn som skriftställare och bidrog regelbundet med artiklar om persisk litteratur i tidskrifterna Dāneshkadeh, Now-Bahār, Forugh-e tarbiat, Kāveh och Irān-Shahr. Han blev nära bekant med den inflytelserike politikern och författaren Mohammad Ali Foroughi och samarbetade med Mohammad Taqi Bahar, Said Nafisi och Abdolhosein Teymurtash.
1924 utnämndes Eqbal Ashtiani till sekreterare vid Irans militära beskickning i Paris. Fem år senare tog han en kandidatexamen i litteraturvetenskap vid Sorbonne universitetet i Paris. 1934 blev han professor i persisk litteratur vid det nygrundade Teherans universitet och fyra år senare blev han permanent medlem i Iranska akademin. Åren 1944-1949 var han redaktör för den månatliga persiska litteraturtidskriften Yādgār som blev mycket populär i litterära kretsar och som ännu anses vara en av de främsta tidskrifterna av sitt slag.
Eqbal Ashtiani utsågs 1956 till Irans kulturattaché i Italien. Han dog i Rom och begravdes vid Shah 'Abd al-'Azims helgedomen i Rayy i Iran. Eqbal Ashtiani var ogift och efterlämnade inga barn. 
Eqbal Ashtiani-avenyn i området Sorkh Hesar i västra Teheran är uppkallad efter honom.

## Författarskap
Eqbal Ashtiani är omtalad som en av de första iranska litteraturvetarna som skrev litteraturhistoria enligt modern standard. Han gav ut otaliga kritiska utgåvor av klassiska persiska verk, däribland Ferdousis Kungaboken (Shāhnāmeh), Nizam al-Mulks Styrelseboken (Siāsatnāmeh) samt Tabaristans historia (Tārikh-e Tabarestān).
Hans författarskap spänner inte bara över litteratur utan behandlar även historia och materiell kultur. Till hans främsta böcker hör Om Ebn ol-Moqaffa (Sharh-e hāl-e Ebn ol-Moqaffā, 1927), Irans historia efter islam (Tārikh-e eslām ba'd az eslām, 1939), Amir Kabir (Mirzā Taqi Khān Amir-e Kabir, 1961), och Juvelkonstens historia i Iran (Tārikh-e javāher dar Irān, 1961). Han översatte också flera böcker från franska och arabiska till persiska.
Eqbal Ashtianis samlade artiklar publicerades efter hans död av hans student och lärjunge Mohammad Dabir Sayaghi.